# Пера Ђорђевић
Петар Пера Ђорђевић (Крагујевац, 21. јун/3. јул 1855 − Београд, 18. новембар/1. децембар 1902) био је српски филолог, политичар, универзитетски професор и академик. Ђорђевић је био професор Крагујевачке гимназије и Прве београдске гимназије, члан Државног савета, сенатор Краљевине Србије, секретар Српске краљевске академије, дописни члан Југословенске академије знаности и умјетности и председник Српске књижевне задруге.

## Биографија
Рођен је  21. јун/3. јул 1855. године у Крагујевцу. Завршио је Прву крагујевачку гимназију, а потом и Велику школу у Београду. Од 1874. године постао је практикант Министарства просвете, а идуће године постаје наставник Прве београдске гимназије. Од јесени 1875. до 1885. године је био професор Прве крагујевачке гимназије, када се опет враћа за гимназијског професора у Београду.
Од 1890. године је био секретар Министарства просвете, затим наредне године начелник и од 1892. године члан Државног савета. За дописног члана Академије философских наука Српске краљевске академије изабран је 6. јануара 1890. године, а за правог члана 25. јануара 1894. године. Пензионисан је као присталица Народне радикалне странке 1894. године. Од 22. фебруара 1897. до 22. фебруара 1900. године је био секретар Академије философских наука. Од 1898. до 1902. године је био председник Српске књижевне задруге. Од 27. септембра 1899. године до 18. новембра 1902. године био је привремени секретар Српске краљевске академије. Краљ Александар Обреновић га је 1901. године именовао за сенатора.